# Jayena
Jayena é um município da Espanha na província de Granada, comunidade autónoma da Andaluzia, de área 79,70 km² com população de 1 271 habitantes (2004) e densidade populacional de 15,95 hab/km².

## Demografia
| Variação demográfica do município entre 1991 e 2004 | Variação demográfica do município entre 1991 e 2004 | Variação demográfica do município entre 1991 e 2004 | Variação demográfica do município entre 1991 e 2004 |
| --------------------------------------------------- | --------------------------------------------------- | --------------------------------------------------- | --------------------------------------------------- |
| 1991                                                | 1996                                                | 2001                                                | 2004                                                |
| 1 498                                               | 1 479                                               | 1 405                                               | 1 271                                               |

## História
Existem fragmentos que datam do período Neolítico, que permitem supor que esta região já era habitada desde então. Também existem evidências de ocupação romana.
No entanto, sua fundação remete à fase islâmica, durante a qual era conhecida como Chayyana.
Após a Reconquista, sofreu as vicissitudes características do cristianismo, e foi doada pelos Reis Católicos ao infante Cidi Haya, que se tornou Pedro de Granada e do qual descendem os Marqueses de Campotejar.